# Alfabets bràmics
Els alfabets bràmics o escriptures bràmiques són una família d'abugides o alfabets sil·làbics, que deriven de l'antic Brahmi (un alfabet utilitzat des d'abans del segle III aC i fins al segle v per diverses llengües al nord-oest de l'Índia), i s'estenen per tota l'Àsia meridional (tret del Pakistan i l'Afganistan) i sud-oriental, i parts de l'Àsia oriental i de la central. Les llengües que els usen pertanyen a diverses famílies lingüístiques: la indoeuropea, la dravídica, la tibetobirmana, el grup llengües mongòliques (Alfabet soyombo), el de les austroàsiques i les llengües tai. També són la font de l'ordre del kana per al japonès. Entre els alfabets bràmics utilitzats actualment hi ha el devanagari (quart sistema d'escriptura més usat avui, amb 420 milions d'usuaris) i l'alfabet bengalí (sisè més usat, amb 220 milions d'usuaris).

## Història

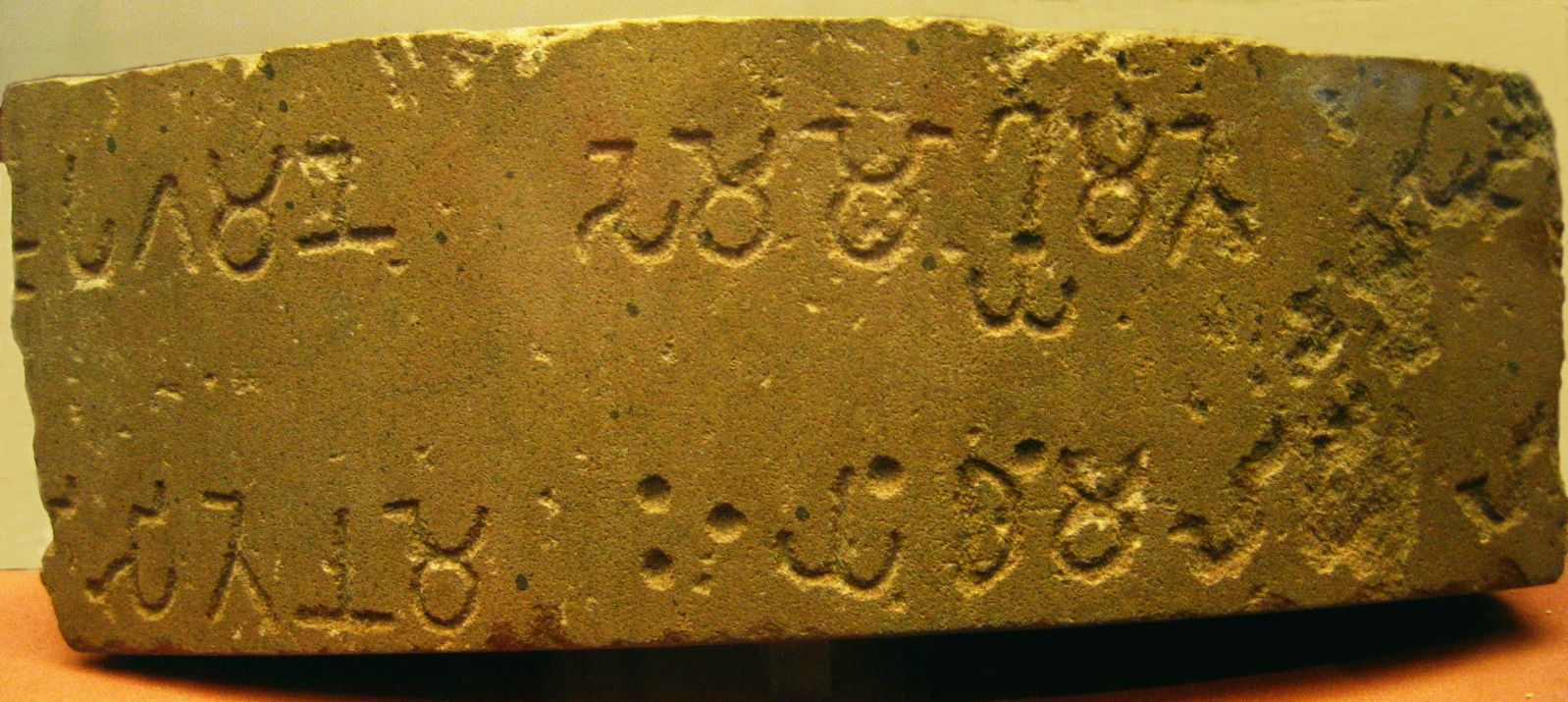
Fragment d'un dels Pilars d'Ashoka.

Els alfabets bràmics provenen de l'alfabet Brahmi, el qual està documentat des del segle tercer abans de Crist, durant el regnat d'Aixoka (272 aC - 232 aC), durant l'imperi l'imperi Maurya. Aquest emperador utilitzava l'escriptura per als edictes imperials, tot i que existeix epigrafia anterior a la ceràmica al sud de l'Índia i Sri Lanka, entre la quala destaquen breus inscripcions Brahmi datades al segle quart abans de Crist.
El Brahmi septentrional va donar lloc a l'escriptura Gupta durant el període Gupta, que alhora es va diversificar en diverses cursives durant l'edat mitjana, que inclouen l'escriptura siddham, la sharada i la Nagari. L'escriptura siddham va ser especialment important en el budisme, ja que s'hi van escriure molts sutres. L'art de la cal·ligrafia siddham sobreviu avui al Japó. Es creu que la naturalesa sil·làbica i l'ordre alfabètic del sistema kana modern d'escriptura japonesa descendeix de les escriptures bràmiques, molt probablement a través de la difusió del budisme.
El Brahmi meridional va donar les escriptures del kanarès antic, Pal·lava i Vatteluttu, que alhora es van diversificar en altres escriptures del sud de l'Índia i de l'Àsia Sud-oriental.
Bhattiprolu va ser un gran centre del budisme durant el segle III aC, des d'on aquesta doctrina es va estendre a l'Àsia oriental. L'escriptura telugu deriva de l'escriptura Bhattiprolu o escriptura kanarès-telugu o escriptura Kadamba, també coneguda com a escriptura telugu arcaica, per la seva similitud amb aquesta.
Inicialment, es van fer canvis menors en el que actualment és conegut com a Alfabet tàmil, que té moltes menys lletres que alguns dels altres alfabets de la família bràmica, ja que no diferencia les consonants aspirades ni les consonants sonores.

## Característiques
Algunes de les característiques presents a la majoria de les escriptures bràmiques, tot i que no a totes, són:
- Cada consonant té una vocal inherent que sol ser "a" breu (en bengalí i assamès és "o" breu a causa dels canvis fonètics). Les altres vocals s'escriuen afegint signes diacrítics a la lletra consonàntica. Aquest diacrític, conegut en sànscrit com virama o halant, es pot utilitzar també per indicar l'absència d'una vocal inherent.
- Cada vocal té dues formes, una forma independent quan no forma part d'una consonant, i una forma dependent quan s'uneix a una consonant. Depenent de l'alfabet, les formes dependents poden col·locar-se ja sigui a l'esquerra, a la dreta, a sobre, a sota, o a la dreta i a l'esquerra de la base de la consonant alhora.
- Les consonants (fins a 4 en Devanagari) es poden combinar en lligadures. S'afegeixen marques especials per indicar la combinació de "r" amb una altra consonant.
- La nasalització i l'aspiració d'una vocal que depèn d'una consonant també s'escriu amb signes separats.
- L'ordre alfabètic és: vocals, consonants velars, consonants palatals, consonants retroflexes, consonants dentals, consonants bilabials, aproximants, sibilants, i altres consonants. Cada grup consonàntic inclou quatre consonants (resultat de combinar els possibles valors de sonoritat -sorda i sonora- i d'aspiració -aspirada i no aspirada-), i una consonant nasalitzada.

## Comparació
Les taules següents fan una comparació entre els principals alfabets Índics, organitzats sota el principi que els glifs de cada columna deriven d'un mateix glif del Brahmi. Per tant:
- Les taules no són exhaustives. Alguns glifs han estat obviats si no deriven d'un caràcter Brahmi, és a dir, si són invencions posteriors.
- La pronunciació dels glifs d'una mateixa columna no és forçosament idèntica. L'encapçalament amb la pronunciació és només indicativa. La pronunciació en Alfabet Fonètic Internacional (AFI) es dona per al sànscrit, quan és possible, o per una altra llengua quan sigui necessari. La transcripció s'indica en ISO 15919.

### Consonants
| ISO        | k | kh | g | gh | ṅ | c | ch | j  | jh | ñ | ṭ | ṭh | ḍ | ḍh | ṇ | t | th | d | dh | n | ṉ  | p | ph | b | bh | m | y | r | ṟ | l | ḷ | ḻ | v | ś  | ṣ  | s  | h  |
| ---------- | - | -- | - | -- | - | - | -- | -- | -- | - | - | -- | - | -- | - | - | -- | - | -- | - | -- | - | -- | - | -- | - | - | - | - | - | - | - | - | -- | -- | -- | -- |
| Bengalí    | ক | খ  | গ | ঘ  | ঙ | চ | ছ  | জ  | ঝ  | ঞ | ট | ঠ  | ড | ঢ  | ণ | ত | থ  | দ | ধ  | ন |    | প | ফ  | ব | ভ  | ম | য | র |   | ল |   |   | ৱ | শ  | ষ  | স  | হ  |
| Devanagari | क | ख  | ग | घ  | ङ | च | छ  | ज  | झ  | ञ | ट | ठ  | ड | ढ  | ण | त | थ  | द | ध  | न | ऩ  | प | फ  | ब | भ  | म | य | र | ऱ | ल | ळ | ऴ | व | श  | ष  | स  | ह  |
| Gujarati   | ક | ખ  | ગ | ઘ  | ઙ | ચ | છ  | જ  | ઝ  | ઞ | ટ | ઠ  | ડ | ઢ  | ણ | ત | થ  | દ | ધ  | ન |    | પ | ફ  | બ | ભ  | મ | ય | ર |   | લ | ળ |   | વ | શ  | ષ  | સ  | હ  |
| Oriya      | କ | ଖ  | ଗ | ଘ  | ଙ | ଚ | ଛ  | ଜ  | ଝ  | ଞ | ଟ | ଠ  | ଡ | ଢ  | ଣ | ତ | ଥ  | ଦ | ଧ  | ନ | ନ଼  | ପ | ଫ  | ବ | ଭ  | ମ | ୟ | ର | ର଼ | ଲ | ଳ | ଳ଼ | ୱ | ଶ  | ଷ  | ସ  | ହ  |
| Assamès    | ক | খ  | গ | ঘ  | ঙ | চ | ছ  | জ  | ঝ  | ঞ | ট | ঠ  | ড | ঢ  | ণ | ত | থ  | দ | ধ  | ন |    | প | ফ  | ব | ভ  | ম | য | ৰ |   | ল |   |   | ৱ | শ  | ষ  | স  | হ  |
| Gurmukhi   | ਕ | ਖ  | ਗ | ਘ  | ਙ | ਚ | ਛ  | ਜ  | ਝ  | ਞ | ਟ | ਠ  | ਡ | ਢ  | ਣ | ਤ | ਥ  | ਦ | ਧ  | ਨ |    | ਪ | ਫ  | ਬ | ਭ  | ਮ | ਯ | ਰ |   | ਲ | ਲ਼ |   | ਵ | ਸ਼  |    | ਸ  | ਹ  |
| Tibetà     | ཀ | ཁ  | ག |    | ང | ཅ | ཆ  | ཇ  |    | ཉ | ཊ | ཋ  | ཌ |    | ཎ | ཏ | ཐ  | ད |    | ན |    | པ | ཕ  | བ |    | མ | ཡ | ར |   | ལ |   |   | ཝ | ཤ  | ཥ  | ས  | ཧ  |
| Brahmi     |   |    |   |    |   |   |    |    |    |   |   |    |   |    |   |   |    |   |    |   |    |   |    |   |    |   |   |   |   |   |   |   |   |    |    |    |    |
| Telugu     | క | ఖ  | గ | ఘ  | ఙ | చ | ఛ  | జ  | ఝ  | ఞ | ట | ఠ  | డ | ఢ  | ణ | త | థ  | ద | ధ  | న |    | ప | ఫ  | బ | భ  | మ | య | ర | ఱ | ల | ళ |   | వ | శ  | ష  | స  | హ  |
| Kanarès    | ಕ | ಖ  | ಗ | ಘ  | ಙ | ಚ | ಛ  | ಜ  | ಝ  | ಞ | ಟ | ಠ  | ಡ | ಢ  | ಣ | ತ | ಥ  | ದ | ಧ  | ನ |    | ಪ | ಫ  | ಬ | ಭ  | ಮ | ಯ | ರ | ಱ | ಲ | ಳ | ೞ | ವ | ಶ  | ಷ  | ಸ  | ಹ  |
| Singalès   | ක | ඛ  | ග | ඝ  | ඞ | ච | ඡ  | ජ  | ඣ  | ඤ | ට | ඨ  | ඩ | ඪ  | ණ | ත | ථ  | ද | ධ  | න |    | ප | ඵ  | බ | භ  | ම | ය | ර |   | ල | ළ |   | ව | ශ  | ෂ  | ස  | හ  |
| Malaiàlam  | ക | ഖ  | ഗ | ഘ  | ങ | ച | ഛ  | ജ  | ഝ  | ഞ | ട | ഠ  | ഡ | ഢ  | ണ | ത | ഥ  | ദ | ധ  | ന | ഩ* | പ | ഫ  | ബ | ഭ  | മ | യ | ര | റ | ല | ള | ഴ | വ | ശ  | ഷ  | സ  | ഹ  |
| Tàmil      | க |    |   |    | ங | ச |    | ஜ* |    | ஞ | ட |    |   |    | ண | த |    |   |    | ந | ன  | ப |    |   |    | ம | ய | ர | ற | ல | ள | ழ | வ | ஶ* | ஷ* | ஸ* | ஹ* |
| Khmer      | ក | ខ  | គ | ឃ  | ង | ច | ឆ  | ជ  | ឈ  | ញ | ដ | ឋ  | ឌ | ឍ  | ណ | ត | ថ  | ទ | ធ  | ន |    | ប | ផ  | ព | ភ  | ម | យ | រ |   | ល | ឡ |   | វ | ឝ  | ឞ  | ស  | ហ  |
| Thai       | ก | ข  | ค | ฆ  | ง | จ | ฉ  | ช  | ฌ  | ญ | ฏ | ฐ  | ฑ | ฒ  | ณ | ต | ถ  | ท | ธ  | น |    | ป | ผ  | พ | ภ  | ม | ย | ร |   | ล | ฬ |   | ว | ศ  | ษ  | ส  | ห  |
| Lao        | ກ | ຂ  | ຄ |    | ງ | ຈ |    | ຊ  |    | ຍ |   |    |   |    |   | ຕ | ຖ  | ທ |    | ນ |    | ປ | ຜ  | ຟ | ພ  | ມ | ຢ | ຣ |   | ລ |   |   | ວ |    |    | ສ  | ຫ  |
| Balinès    | ᬓ | ᬔ  | ᬕ | ᬖ  | ᬗ | ᬘ | ᬙ  | ᬚ  | ᬛ  | ᬜ | ᬝ | ᬞ  | ᬟ | ᬠ  | ᬡ | ᬢ | ᬣ  | ᬤ | ᬥ  | ᬦ |    | ᬧ | ᬨ  | ᬩ | ᬪ  | ᬫ | ᬬ | ᬭ |   | ᬮ |   |   | ᬯ | ᬰ  | ᬱ  | ᬲ  | ᬳ  |
| Lontara    | ᨀ |    | ᨁ |    | ᨂ | ᨌ |    | ᨍ  |    | ᨎ |   |    |   |    |   | ᨈ |    | ᨉ |    | ᨊ |    | ᨄ |    | ᨅ |    | ᨆ | ᨐ | ᨑ |   | ᨒ |   |   | ᨓ |    |    | ᨔ  | ᨕ  |
| Baybayin   | ᜃ |    | ᜄ |    | ᜅ |   |    |    |    |   |   |    |   |    |   | ᜆ |    | ᜇ |    | ᜈ |    | ᜉ |    | ᜊ |    | ᜋ | ᜌ | ᜇ |   | ᜎ |   |   |   |    |    | ᜐ  | ᜑ  |

- Malayàlam. Malayàlam nna implementat en Unicode 6.0. Pot ser que no es visualitzi correctament.
- Tàmil. Lletres de Pal·lava grantha que no s'utilitzen en el tàmil actualment, excepte per transcriure mots estrangers.
- Javanès. Lletres usades en Javanès antic. Actualment són obsoletes, però en l'ortografia contemporània s'usen en inscripcions honorífiques.

### Vocals
En el quadre següent es presenten les vocals en la forma independent a l'esquerra de cada columna, i a la dreta es presenten en la forma dependent combinada amb la consonant k. El glif ka és alhora una lletra consonant independent sense cap signe vocàlic, en el qual la vocal a és una vocal inherent. L'Alfabet khmer i el thai poden tenir tant a com o com a vocal inherent, segons les seves normes d'ortografia respectives. El thai i el lao no tenen formes per a les vocals independents: per a les síl·labes que comencen amb so vocàlic o bé consonant zero utilitzen อ i ອ, respectivament, com a marcador de posició.
| ISO        | a | a | ā | ā  | æ  | æ  | ǣ | ǣ | i | i | ī | ī | u | u | ū | ū | e | e | ē | ē  | ai | ai    | o | o | ō | ō  | au | au      | r̥ | r̥  | r̥̄  | r̥̄   | l̥ | l̥  | l̥̄  | l̥̄   | ṁ | ṁ | ḥ | ḥ |
| ---------- | - | - | - | -- | -- | -- | - | - | - | - | - | - | - | - | - | - | - | - | - | -- | -- | ----- | - | - | - | -- | -- | ------- | - | -- | -- | --- | - | -- | -- | --- | - | - | - | - |
| Oriya      | ଅ | କ | ଆ | କା  | ଅଽ | କଽ |   |   | ଇ | କି | ଈ | କୀ | ଉ | କୁ | ଊ | କୂ |   |   | ଏ | କେ  | ଐ  | କୈ     |   |   | ଓ | କୋ  | ଔ  | କୌ       | ଋ | କୃ  | ୠ  | କୃ୍   | ଌ | କ୍ଲୃ | ୡ  | କ୍ଳୃ  | ଂ  | କଂ | ଃ  | କଃ |
| Assamès    | অ | ক | আ | কা  | অ্যা | ক্যা |   |   | ই | কি | ঈ | কী | উ | কু | ঊ | কূ |   |   | এ | কে  | ঐ  | কৈ     |   |   | ও | কো  | ঔ  | কৌ       | ঋ | কৃ  | ৠ  | কৄ   | ঌ | কৢ  | ৡ  | কৣ   |   |   |   |   |
| Bengalí    | অ | ক | আ | কা  | অ্যা | ক্যা |   |   | ই | কি | ঈ | কী | উ | কু | ঊ | কূ | এ | কে |   |    | ঐ  | কৈ     | অ | ক | ও | কো  | ঔ  | কৌ       | ঋ | কৃ  | ৠ  | কৄ   | ঌ | কৢ  | ৡ  | কৣ   |   |   |   |   |
| Devanagari | अ | क | आ | का  | ॲ  | कॅ  | ऑ | कॉ | इ | कि | ई | की | उ | कु | ऊ | कू | ऎ | कॆ | ए | के  | ऐ  | कै     | ऒ | कॊ | ओ | को  | औ  | कौ       | ऋ | कृ  | ॠ  | कॄ   | ऌ | कॢ  | ॡ  | कॣ   | अं | कं | अः | कः |
| Gujarati   | અ | ક | આ | કા  |    |    |   |   | ઇ | કિ | ઈ | કી | ઉ | કુ | ઊ | કૂ |   |   | એ | કે  | ઐ  | કૈ     |   |   | ઓ | કો  | ઔ  | કૌ       | ઋ | કૃ  | ૠ  | કૄ   | ઌ | કૢ  | ૡ  | કૣ   |   |   |   |   |
| Gurmukhi   | ਅ | ਕ | ਆ | ਕਾ  |    |    |   |   | ਇ | ਕਿ | ਈ | ਕੀ | ਉ | ਕੁ | ਊ | ਕੂ |   |   | ਏ | ਕੇ  | ਐ  | ਕੈ     |   |   | ਓ | ਕੋ  | ਔ  | ਕੌ       |   |    |    |     |   |    |    |     |   |   |   |   |
| Tibetan    | ཨ | ཀ | ཨཱ | ཀཱ  |    |    |   |   | ཨི | ཀི | ཨཱི | ཀཱི | ཨུ | ཀུ | ཨཱུ | ཀཱུ |   |   | ཨེ | ཀེ  | ཨཻ  | ཀཻ     |   |   | ཨོ | ཀོ  | ཨཽ  | ཀཽ       | རྀ | ཀྲྀ  | རཱྀ  | ཀཷ   | ལྀ | ཀླྀ  | ལཱྀ  | ཀླཱྀ   |   |   |   |   |
| Brahmi     |   |   |   |    |    |    |   |   |   |   |   |   |   |   |   |   |   |   |   |    |    |       |   |   |   |    |    |         |   |    |    |     |   |    |    |     |   |   |   |   |
| Telugu     | అ | క | ఆ | కా  |    |    |   |   | ఇ | కి | ఈ | కీ | ఉ | కు | ఊ | కూ | ఎ | కె | ఏ | కే  | ఐ  | కై     | ఒ | కొ | ఓ | కో  | ఔ  | కౌ       | ఋ | కృ  | ౠ  | కౄ   | ఌ | కౢ  | ౡ  | కౣ   | అం | కం | అః | కః |
| Kannadès   | ಅ | ಕ | ಆ | ಕಾ  |    |    |   |   | ಇ | ಕಿ | ಈ | ಕೀ | ಉ | ಕು | ಊ | ಕೂ | ಎ | ಕೆ | ಏ | ಕೇ  | ಐ  | ಕೈ     | ಒ | ಕೊ | ಓ | ಕೋ  | ಔ  | ಕೌ       | ಋ | ಕೃ  | ೠ  | ಕೄ   | ಌ | ಕೢ  | ೡ  | ಕೣ   | అం | ಕಂ | అః | ಕಃ |
| Singalès   | අ | ක | ආ | කා  | ඇ  | කැ  | ඈ | කෑ | ඉ | කි | ඊ | කී | උ | කු | ඌ | කූ | එ | කෙ | ඒ | කේ  | ඓ  | කෛ     | ඔ | කො | ඕ | කෝ  | ඖ  | කෞ       | ඍ | කෘ  | ඎ  | කෲ   | ඏ | කෟ  | ඐ  | කෳ   |   |   |   |   |
| Malayalam  | അ | ക | ആ | കാ  |    |    |   |   | ഇ | കി | ഈ | കീ | ഉ | കു | ഊ | കൂ | എ | കെ | ഏ | കേ  | ഐ  | കൈ     | ഒ | കൊ | ഓ | കോ  | ഔ  | കൗ       | ഋ | കൃ  | ൠ  | കൄ   | ഌ | കൢ  | ൡ  | കൣ   | അം | കം | അഃ | കഃ |
| Tàmil      | அ | க | ஆ | கா  |    |    |   |   | இ | கி | ஈ | கீ | உ | கு | ஊ | கூ | எ | கெ | ஏ | கே  | ஐ  | கை     | ஒ | கொ | ஓ | கோ  | ஔ  | கௌ       |   |    |    |     |   |    |    |     |   |   |   |   |
| Khmer      | ឣ | ក | ឤ | កា  |    |    |   |   | ឥ | កិ | ឦ | កី | ឧ | កុ | ឩ | កូ |   |   | ឯ | កេ  | ឰ  | កៃ     |   |   | ឱ | កោ  | ឳ  | កៅ       | ឫ | ក្ឫ | ឬ  | ក្ឬ  | ឭ | ក្ឭ | ឮ  | ក្ឮ  |   |   |   |   |
| Thai       |   | ก |   | กา |    |    |   |   |   | กิ |   | กี |   | กุ |   | กู |   |   |   | เก |    | ไก/ใก |   |   |   | โก |    | เกา/กาว | ฤ | กฤ | ฤๅ | กฤๅ | ฦ | กฦ | ฦๅ | กฦๅ |   |   |   |   |
| Lao        |   | ກັ |   | ກາ |    |    |   |   |   | ກິ |   | ກີ |   | ກຸ |   | ກູ |   |   |   | ເກ |    | ໄກ/ໃກ |   |   |   | ໂກ |    | ເກົາ/ກາວ |   |    |    |     |   |    |    |     |   |   |   |   |
| Balinès    | ᬅ | ᬓ | ᬆ | ᬓᬵ  |    |    |   |   | ᬇ | ᬓᬶ | ᬈ | ᬓᬷ | ᬉ | ᬓᬸ | ᬊ | ᬓᬹ | ᬏ | ᬓᬾ |   |    | ᬐ  | ᬓᬿ     | ᬑ | ᬓᭀ |   |    | ᬒ  | ᬓᭁ       | ᬋ | ᬓᬺ  | ᬌ  | ᬓᬻ   | ᬍ | ᬓᬼ  | ᬎ  | ᬓᬽ   |   |   |   |   |
| Lontara    |   | ᨕ |   |    |    |    |   |   |   | ᨕᨗ |   |   |   | ᨕᨘ |   |   |   | ᨕᨙ |   |    |    |       |   | ᨕᨚ |   |    |    |         |   |    |    |     |   |    |    |     |   |   |   |   |
| Baybayin   | ᜀ |   |   |    |    |    |   |   | ᜁ | ᜃᜒ |   |   | ᜂ | ᜃᜓ |   |   | ᜁ | ᜃᜒ |   |    |    |       | ᜂ | ᜃᜓ |   |    |    |         |   |    |    |     |   |    |    |     |   |   |   |   |

Nota: Els glifs de r̥̄, l̥, l̥̄ i algun altre són obsolets o bé usats molt rarament.

### Nombres
| Hindú-Aràbic     | 0 | 1 | 2 | 3 | 4 | 5 | 6 | 7 | 8 | 9 |
| ---------------- | - | - | - | - | - | - | - | - | - | - |
| Oriya            | ୦ | ୧ | ୨ | ୩ | ୪ | ୫ | ୬ | ୭ | ୮ | ୯ |
| Assamès          | ০ | ১ | ২ | ৩ | ৪ | ৫ | ৬ | ৭ | ৮ | ৯ |
| Bengalí          | ০ | ১ | ২ | ৩ | ৪ | ৫ | ৬ | ৭ | ৮ | ৯ |
| Devanagari       | ० | १ | २ | ३ | ४ | ५ | ६ | ७ | ८ | ९ |
| Gujarati         | ૦ | ૧ | ૨ | ૩ | ૪ | ૫ | ૬ | ૭ | ૮ | ૯ |
| Gurmukhi         | ੦ | ੧ | ੨ | ੩ | ੪ | ੫ | ੬ | ੭ | ੮ | ੯ |
| Tibetà           | ༠ | ༡ | ༢ | ༣ | ༤ | ༥ | ༦ | ༧ | ༨ | ༩ |
| Brahmi (nombres) | 𑁚 | 𑁒 | 𑁓 | 𑁔 | 𑁕 | 𑁖 | 𑁗 | 𑁘 | 𑁙 | 𑁚 |
| Brahmi (dígits)  | 𑁦 | 𑁧 | 𑁨 | 𑁩 | 𑁪 | 𑁫 | 𑁬 | 𑁭 | 𑁮 | 𑁯 |
| Telugu           | ౦ | ౧ | ౨ | ౩ | ౪ | ౫ | ౬ | ౭ | ౮ | ౯ |
| Kanarès          | ೦ | ೧ | ೨ | ೩ | ೪ | ೫ | ೬ | ೭ | ೮ | ೯ |
| Malayàlam        | ൦ | ൧ | ൨ | ൩ | ൪ | ൫ | ൬ | ൭ | ൮ | ൯ |
| Tàmil            | ೦ | ௧ | ௨ | ௩ | ௪ | ௫ | ௬ | ௭ | ௮ | ௯ |
| Khmer            | ០ | ១ | ២ | ៣ | ៤ | ៥ | ៦ | ៧ | ៨ | ៩ |
| Thai             | ๐ | ๑ | ๒ | ๓ | ๔ | ๕ | ๖ | ๗ | ๘ | ๙ |
| Lao              | ໐ | ໑ | ໒ | ໓ | ໔ | ໕ | ໖ | ໗ | ໘ | ໙ |
| Balinès          | ᭐ | ᭑ | ᭒ | ᭓ | ᭔ | ᭕ | ᭖ | ᭗ | ᭘ | ᭙ |

## Llista d'escriptures bràmiques

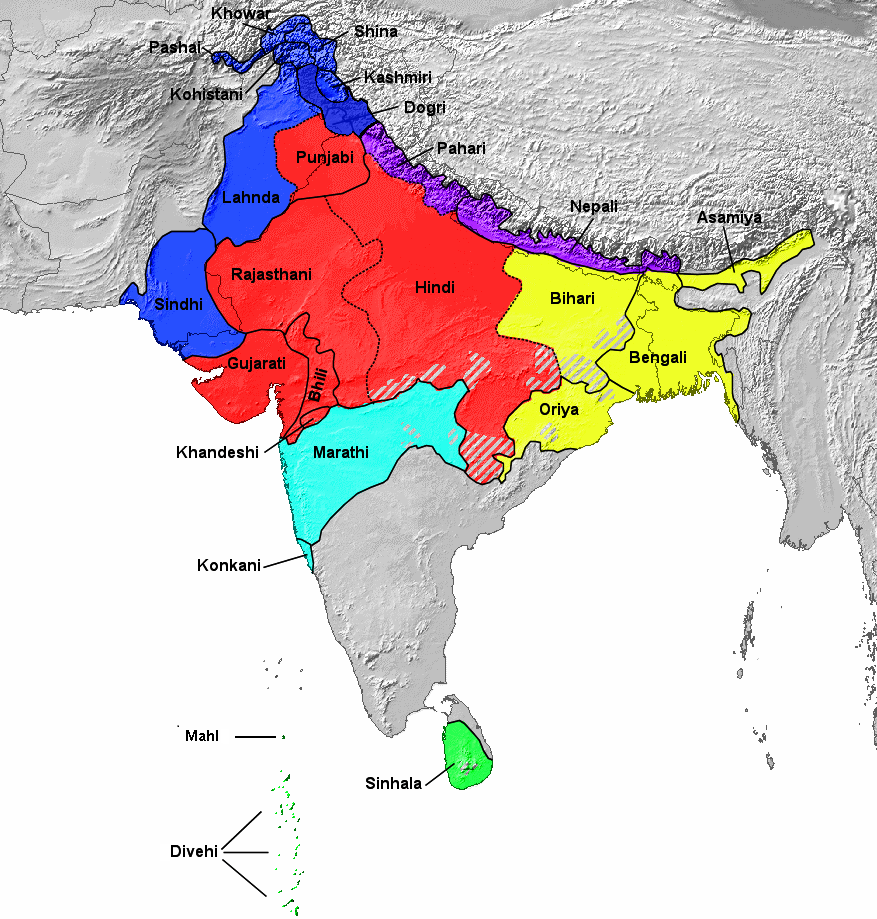
Llengües indoàries (inclòs el Dogri) que usen alfabets de la família bràmica (excepte color blau fosc - Sindhi, Lahnda, Panjabi oriental, Shina, Kashmiri, Urdu- no indicat aquí, que usen escriptures derivades de l'alfabet àrab).

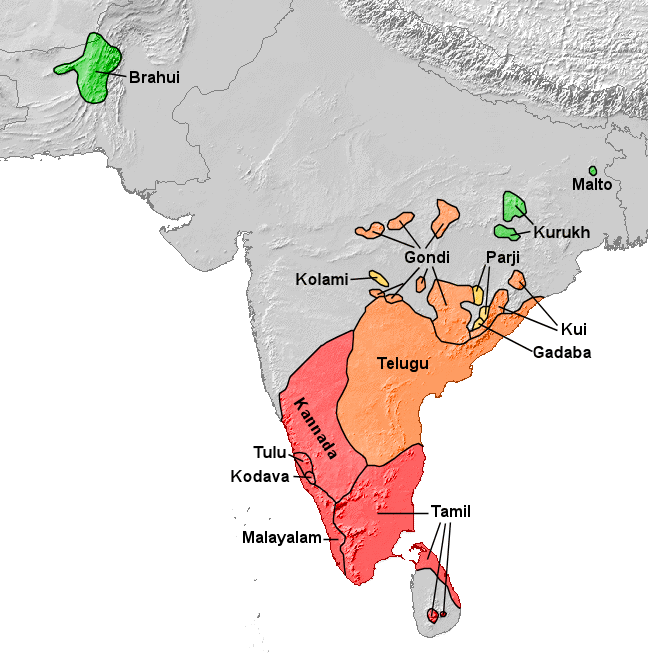
Llengües dravídiques que utilitzen alfabets de la família bràmica (excepte el Brahui, que utilitza una escriptura derivada de l'alfabet àrab).

Alfabets derivats del Brahmi.

### Antigues
L'alfabet brami ja estava dividit en variants regionals a l'època de les primegres epigrafies que coneixem, al voltant del segle III aC. Les cursives de l'escriptura brahmi es van començar a diversificar més a partir del segle v i va anar donant origen a noves escriptures durant els segles següents. La principal divisió en l'antiguitat fou entre el nord i el sud. En el grup del nord l'escriptura gupta va tenir olta influència, mentre que en el grup del sud van ser l'alfabet vatteluttu, d'una banda, i el protokanarès i l'alfabet Pal·lava, de l'altra, els que es van difondre juntament amb l'expansió de l'hinduisme, de manera que es van propagar les escriptures bràmiques a tota l'Àsia Sud-oriental.
- Bràmic septentrional
  - Escriptura gupta, segle v
    - Sharada, segle VIII
    - Siddham, segle VII
      - Escriptura Nagari oriental
        - Alfabet assamès, segle xiii
        - Alfabet bengalí, segle XI

      - Alfabet tibetà, segle VII
        - Alfabet phags-pa, segle xiii

    - Nagari, segle VIII
      - Oriya, segle X
      - Devanagari, segle xiii
      - Kaithi, Alfabet sylheti nagari, segle XVI
      - Modi, segle XVII

  - Escriptures nepaleses
    - Bhujimol, segle VI
    - Ranjana, segle XII
      - Soyombo, segle XVII

    - Prachalit

  - Anga lipi, 720
  - Tirhuta o Mithilakshar, segle XV
- Bràmic meridional (Tàmil brahmi, probablement s. V aC o anterior, però confirmat s. III aC, Kalinga, Bhattiprolu)
  - Protokanarès
    - Kadamba or Kanarès arcaic, segle v
    - Pal·lava, segle VI
      - Kawi, segle VIII
        - Javanès

      - Escriptura mon
        - Birmà

      - Ahom, segle xiii
      - Tai tham (Lanna), segle XIV
      - Batak, segle XIV

  - Vatteluttu
    - Alfabet tàmil

  - Grantha, segle VI
    - Dhives Akuru i altres
- Alfabet tokharià ("Brahmi obliqua"), segle VII
- Alfabet meithei o Meetei Mayek

### Actuals
| Escriptura                 | Antecedent             | Període de derivació | Llengües en què s'utilitza | ISO 15924 | Rang unicode                 | exemple        |
| -------------------------- | ---------------------- | -------------------- | --- | --------- | ---------------------------- | -------------- |
| Alfabet balinès            | Alfabet kawi           | segle XI             | Balinès | Bali      | U+1B00–U+1B7F                | ᬅᬓ᭄ᬲᬭ ᬩᬮᬶ        |
| Baybayin                   | Alfabet kawi           | segle XIV            | Tagal, altres llengües de les Filipines | Tglg      | U+1700–U+171F                | ᜊᜌ᜔ᜊᜌᜒᜈ᜔          |
| Alfabet buhid              | Alfabet kawi           | segle XIV            | Buhid | Buhd      | U+1740–U+175F                | ᝊᝓᝑᝒᝇ            |
| Alfabet birmà              | Pal·lava grantha       | segle XI             | Birmà, nombroses modificacions per a altres llengües, com changma kodha, diverses varietats de les llengües karèniques, Mon, Palaung, Shan | Mymr      | U+1000–U+109F                | မြန်မာအက္ခရာ        |
| Alfabet txam               | Pal·lava grantha       | segle VIII           | Txam | Cham      | U+AA00–U+AA5F                | ꨌꨠ             |
| Devanagari                 | Alfabet nagari         | segle XIII           | Nombroses Llengües indoàries, com Sànscrit, Hindi, Marathi, Nepalí, Bhili, Konkani, Angika, Bhojpuri, Magahi, Maithili, Kurukh, Nepal Bhasa i de vegades Sindhi i Caixmiri. Antigament fou usat per escriure Gujarati. En alguns casos s'utilitza per escriure o transcriure Xerpa | Deva      | U+0900–U+097F                | देवनागरी          |
| Escriptura nagari oriental | Alfabet siddham        | segle XI             | Assamès (variant Alfabet assamès), Bengalí (variant Alfabet bengalí), Bishnupriya manipuri | Beng      | U+0980–U+09FF                | অসমীয়া লিপি বাংলা লিপি  |
| Gujarati                   | Alfabet nagari         | segle XVII           | Gujarati, cutxi | Gujr      | U+0A80–U+0AFF                | ગુજરાતી લિપિ        |
| Gurmukhi                   | Alfabet sharada        | segle XVI            | Panjabi | Guru      | U+0A00–U+0A7F                | ਗੁਰਮੁਖੀ           |
| Alfabet hanunó’o           | Alfabet kawi           | segle XIV            | Hanunó'o | Hano      | U+1720–U+173F                | ᜱᜨᜳᜨᜳᜢ           |
| Alfabet javanès            | Alfabet kawi           | segle XVII           | Javanès, Sondanès, Madurès | Java      | U+A980–U+A9DF                | Plantilla:Jav  |
| Alfabet kanarès            | Alfabet kadamba        | segle XII            | Kanarès, Konkani, altres | Knda      | U+0C80–U+0CFF                | ಕನ್ನಡ ಅಕ್ಷರಮಾಲೆ    |
| Alfabet khmer              | Pal·lava grantha       | segle XI             | Khmer | Khmr      | U+1780–U+17FF, U+19E0–U+19FF | អក្សរខ្មែរ        |
| Alfabet lao                | Alfabet khmer          | segle XIV            | Lao, i altres | Laoo      | U+0E80–U+0EFF                | ອັກສອນລາວ       |
| Alfabet leptxa             | Alfabet tibetà         | segle XVIII          | Leptxa | Lepc      | U+1C00–U+1C4F                |                |
| Alfabet limbu              | Alfabet leptxa         | segle XVIII          | Limbu | Limb      | U+1900–U+194F                | ᤛᤡᤖᤡᤈᤨᤅ           |
| Alfabet lontara            | Alfabet kawi           | segle XVII           | Bugui, i altres, la majoria extingits o restringits a un ús cerimonial. | Bugi      | U+1A00–U+1A1F                | ᨒᨚᨈᨑ            |
| Alfabet malaiàlam          | Escriptura grantha     | segle XII            | Malaiàlam, Sànscrit, Tulu, Konkani, | Mlym      | U+0D00–U+0D7F                | മലയാളലിപി         |
| Alfabet oriya              | Alfabet kalinga        | segle X              | Oriya | Orya      | U+0B00–U+0B7F                | ଉତ୍କଳାକ୍ଷର        |
| Alfabet rejang             | Alfabet kawi           | segle XVIII          | Rejang, majoritàriament obsolet | Rjng      | U+A930–U+A95F                | ꥆꤰ꥓ꤼꤽ ꤽꥍꤺꥏ        |
| Alfabet sauraixtra         | Escriptura grantha     | 20th century         | Sauraixtra, majoritàriament obsolet | Saur      | U+A880–U+A8DF                | ꢱꣃꢬꢵꢰ꣄ꢜ꣄ꢬꢵ          |
| Alfabet singalès           | Escriptura grantha     | segle XII            | Singalès | Sinh      | U+0D80–U+0DFF                | ශුද්ධ සිංහල        |
| Alfabet sondanès           | Alfabet kawi           | segle XIV            | Sondanès | Sund      | U+1B80–U+1BBF                | Plantilla:Sund |
| Alfabet tai le             | Pal·lava grantha?      |                      | Tai nüa | Tale      | U+1950–U+197F                | ᥖᥭᥰᥖᥬᥳᥑᥨᥒᥰ     |
| Alfabet tai lü modern      | Alfabet tai tham       | 1950s                | Tai lü | Talu      | U+1980-U+19DF                | ᦟᦲᧅᦎᦷᦑᦺ        |
| Alfabet tai tham           | Escriptura mon         | segle XIII           | Tai septentrional, tai lü, khün | Lana      | U+1A20–U+1AAF                | ᨲᩫ᩠ᩅᨾᩮᩬᩥᨦ           |
| Tagbanwa                   | Alfabet kawi           | segle XIV            | diverses llengües de Palawan (Filipines), pràcticament extingides | Tagb      | U+1760–U+177F                | ᝦᝪᝨᝯ           |
| Alfabet tàmil              | Alfabet Chola-Pal·lava | segle VIII           | Tàmil | Taml      | U+0B80–U+0BFF                | தமிழ் அரிச்சுவடி     |
| Alfabet telugu             | Alfabet bhattiprolu    | segle XIII           | Telugu | Telu      | U+0C01–U+0C6F                | తెలుగు లిపి         |
| Alfabet thai               | Alfabet khmer          | segle XIII           | Thai | Thai      | U+0E00–U+0E7F                | อักษรไทย        |
| Alfabet tibetà             | Alfabet siddham        | segle VIII           | Tibetà antic, Dzongkha, Ladakhi | Tibt      | U+0F00–U+0FFF                | དབུ་ཅན་         |
| Alfabet tai viet           | Alfabet thai?          |                      | Tai Dam | Tavt      | U+AA80–U+AADF                | ꪼꪕꪒꪾ            |